# Neuspitzkunnersdorf
Neuspitzkunnersdorf, auch Neudorf ist ein Gemeindeteil von Leutersdorf im Landkreis Görlitz. 

## Geografie

### Lage
Neuspitzkunnersdorf liegt im südlichen Teil des Landkreises am Übergang zwischen dem Neugersdorfer Lössrücken und dem Großschönauer Becken- und Kuppenland in der Östlichen Oberlausitz. Die Ortslage erstreckt sich auf der Hochfläche der tertiären Basaltdecke. Neuspitzkunnersdorf bildet mit Josephsdorf und Wiesenthal ein zusammenhängendes Siedlungsgebiet.
Nördlich erhebt sich der Richterberg (407,3 m ü.NN), im Nordosten der Oderwitzer Spitzberg (510,1 m ü.NN), östlich der Hofeberg (413 m ü.NN), im Süden der Pfaffenberg (397,7 m ü.NN) und südwestlich der Große Stein (471 m ü.NN). Nördlich liegen im Quellgebiet des Bleicheteichwassers in einem früheren Torfmoor die Schwarzen Teiche. Die Ortslage wird von der Staatsstraße S 135 von Oberoderwitz nach Spitzkunnersdorf durchquert, südlich verläuft die S 142 von Leutersdorf nach Spitzkunnersdorf. 

### Straßen
Der Ortsteil wird von den Straßen Leutersdorfer Straße, Obere Zeile, Niedere Zeile, Teichweg, Wiesenweg, Straße der Republik  und Sorgeweg durchzogen.

### Nachbarorte
| Josephsdorf     | Neumittelleutersdorf, Oberoderwitz          | Mitteloderwitz |
| Folge           | Kompassrose, die auf Nachbargemeinden zeigt | Niederoderwitz |
| Seifhennersdorf | Spitzkunnersdorf                            | Wiesenthal     |

## Geschichte
Nach der Auflösung des Vorwerks Wiesenthal entstand ab 1790 zunächst die Ansiedlung Wiesenthal. Zu Beginn des 19. Jahrhunderts ließen die Besitzer des Rittergutes Hainewalde, Familie von Kyaw auch die Hochfläche entlang des Leutersdorfer Weges bis zur böhmischen Exklave bei Josephsdorf parzellieren. 1805 wurde die neue Siedlung als "Neudorf" bezeichnet.
Im Brandbusch im Quellgebiet des Bleicheteichwassers befanden sich zwei alte Torfstiche, die 1836 im Spitzkunnersdorfer Flurbuch als der Große und der Kleine Torfteich aufgeführt wurden.
Auf dem Pfaffenberg wurde um 1845 eine Windmühle errichtet, ihr Abbruch erfolgte 1909. Erhalten blieb das einzeln stehende ehemalige Windmüllerhaus.
1907 wurde in Neudorf ein Betrieb für damastene Bett- und Tischwäsche gegründet. Neudorf gehörte immer als Ortsteil zu Spitzkunnersdorf und wurde mit diesem zusammen 1998 nach Leutersdorf eingemeindet.

### Verwaltungszugehörigkeit
1805: Görlitzer Kreis, 1843: Landgerichtsbezirk Löbau, 1856: Gerichtsamt Zittau, 1875: Amtshauptmannschaft Zittau, 1952: Kreis Zittau, 1994: Landkreis Löbau-Zittau, 2008: Landkreis Görlitz

## Ortsbild
Neuspitzkunnersdorf ist eine Häuslerreihensiedlung, die zusammen mit Wiesenthal auf einer langgestreckten Waldhufe angelegt wurde. In der Ortslage sind mehrere Umgebindehäuser erhalten.